# Huntley (Nebraska)
Huntley – wieś w Stanach Zjednoczonych, w stanie Nebraska, w hrabstwie Harlan.